# ピーター・ブレグヴァド

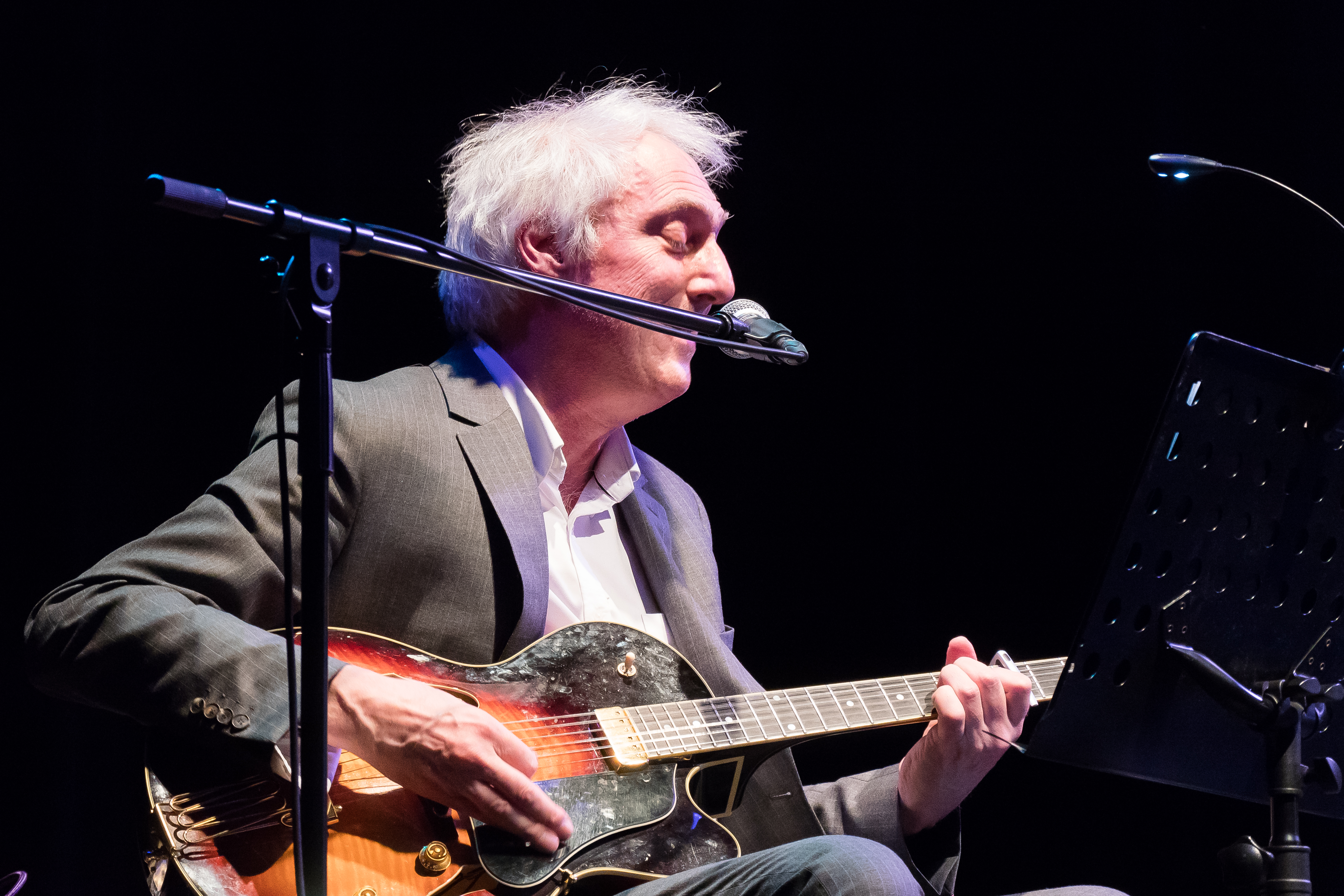
2017年2月24日、東京でスラップ・ハッピーと共演するブレグヴァド

ピーター・ブレグヴァド（Peter Blegvad、1951年8月14日 - ）は、アメリカのミュージシャン、シンガーソングライター、作家、漫画家。ドイツ/イングランドの前衛ポップ・バンドであるスラップ・ハッピーの創設メンバーを務め、後にヘンリー・カウと短期間の合併を果たし、さらに多くのソロ・アルバムやコラボレーション・アルバムをリリースしている。どちらも児童書の著者でありイラストレーターであったレノア&エリック・ブレグヴァドの息子である。 

## 略歴
ピーター・ブレグヴァドの人生はアメリカで始まった。ニューヨークで生まれ、コネチカットで育った。ピーターと弟のクリストファーに対するベトナム徴兵の脅威や、ジョン・F・ケネディ暗殺後のアメリカの社会情勢に不満を抱いていたため、14歳のとき、1965年にブレグヴァド家はイギリスへ移住した。ブレグヴァドは、寄宿学校であるレッチワースのセント・クリストファー・スクールで教育を受け、そこで音楽のコラボレーターとなるアンソニー・ムーアと出会った。ムーアとブレグヴァドは、ニール・マーレイ（当時はドラマー。後に有名なハードロックのベーシストとなる）など仲間のミュージシャンと一緒に、学生時代を通じてさまざまなバンドで演奏した。
1972年、ブレグヴァドはドイツのハンブルクへ放浪するムーアについて行き、そこで2人はダグマー・クラウゼと一緒にアヴァン・ポップ・トリオのスラップ・ハッピーを結成。クラウトロック・グループのファウストをバックバンドとして、ドイツ・ポリドールにて2枚のアルバムを録音した。ポリドールは1972年に最初のアルバム『ソート・オヴ』をリリースしたが、2枚目の『カサブランカ・ムーン』を拒否した。この拒否によって、スラップ・ハッピーはロンドンへと移り、そこでヴァージン・レコードと契約し、1974年にヴァージンから『Slapp Happy』としてリリースされた『カサブランカ・ムーン』を再録音することとなった（オリジナルの『カサブランカ・ムーン』は、1980年にレコメンデッド・レコードから『スラップハッピィ・オア・スラップハッピィ（アクナルバサック・ヌーン）』としてリリースされている）。1974年、スラップ・ハッピーは前衛グループのヘンリー・カウと短い間ながら合併し、1975年に『悲しみのヨーロッパ』と『傾向賛美』の2枚のアルバムを録音した。
『傾向賛美』を録音した直後、グループ内の他のミュージシャンたちと反りが合わなくなり、最初にムーア、次にブレグヴァドがヘンリー・カウを脱退した。ブレグヴァドは、ヘンリー・カウの音楽における技術的要求が彼のキャパを超えていることを告白した（「露見してしまったんです。驚くことではないのですけど。ヘンリー・カウの音楽を実際に演奏できないということがね。何しろコードも譜面も複雑すぎました。それに……ちょうどわかってきてしまったんですよ。アンソニーと私が必要ないって思われてきてるなって……」）。それだけでなく、芸術的なアプローチに決定的な違いがあることも明らかだった。ブレグヴァドは後に（Hearsayファンジンのインタビューで）「私を追い出したのは『Living in the Heart of the Beast』という曲でした。私はグループから適切な言葉を考える役割を与えられ、骨の山にレーズンを投げる女性についての2つの詩を書いたんです。ティム・ホジキンソンはこう言いました。ごめん、これは私たちが望んでいることではありません。そして、彼はこの政治的な長い演説の連なりを書きあげました。私は彼の情熱と応用に感心しましたが、それは私を冷めた気持ちにもしました。私は骨の髄までノリで生きてる人間です。なぜ私がこのように仕上がったのか、何を否定しようとしているのかはわかりませんが、それが極端なシリアスさと衝突しました。自分自身を非常に真剣に受け止めている人々は、私や私の愛する人に武器を向けない限り、私をくすくす笑わせてくれます」と明かした。ヘンリー・カウに残留するというクラウゼの決定により、スラップ・ハッピーは解散し、3人のメンバーは別々の道を歩むこととなった（後にグループは、1982年、1991年、1997年、2000年、2016年-2017年と、定期的に再結成している）。
ブレグヴァドは漫画家として働くためにニューヨークに戻ったが、音楽への興味を持ち続けていた。1977年にヘンリー・カウのベーシスト、ジョン・グリーヴスと再会し、アルバム『キュー・ローン』でコラボレーションを行った。これは、ミニマリズム、アヴァンギャルド・ジャズ、プログレッシブ・ロックの要素を組み合わせた珍しいクロス・ジャンルのリリース作であった。このアルバムは、ニューヨークの有名なジャズ・ミュージシャンであるカーラ・ブレイ、マイケル・マントラー、アンドリュー・シリルなどの参加者たちも含め注目を集めることとなった。ミュージカル・ドキュメントとして『キュー・ローン』は、野心的なもので、いまだ分類不可能なままである。ブレグヴァドの文学的で遊び心のある歌詞は、グリーヴスの複雑な曲の構造とよく合致している。ブレグヴァドはその後、1995年にグリーヴスの音楽に合わせたスポークン・ワードのコレクションである『Unearthed』でグリーヴスとのコラボレーションを継続した。
1980年代に、ブレグヴァドは、外部プロデューサーの影響を示している『The Naked Shakespeare』や『Knights Like This』など、商業的には成功しなかったアルバムをヴァージン・レコード・レーベルからリリースした。対照的に、1980年代後半のインディペンデントからのリリースである『ダウンタイム』は、主にかなりシンプルなデモをフィーチャーしており、ほとんどがチープなプロ・スタジオ「ダウンタイム」にて録音されている。アルバム『キング・ストラット』（1990年、Silvertone）は、著名なセッション・ミュージシャンによって多くの曲が演奏されており、単純にアレンジされたプロデューサーの音楽に設定された短編小説のコレクションのようである。このアルバムはXTCのアンディ・パートリッジをフィーチャーしており、後のアルバム『オルフェウス』（2003年）は、すべてパートリッジとのコラボレーションによって作られたアルバムとなった。ブレグヴァドのアルバムの多くは、スラップ・ハッピーやヘンリー・カウの元メンバーをフィーチャーしている。
ブレグヴァドは巧妙で文学的な作詞家であり、その歌詞には、言葉遊び、文学的な引用、複雑で拡張された押韻構成が頻繁に含まれている。
1992年から1999年にかけて、「インデペンデント」紙はブレグヴァドの奇妙でシュールなコミック・ストリップ『リヴァイアサン』を掲載した。『リヴァイアサン』は、『クレイジー・カット』の最も興味深い要素のいくつかと、『カルビンとホッブス』に似た時代の到来を告げる物語をブレンドしたことで非常に高い評価を受けた。いくつかのストリップは2001年の『The Book of Leviathan』に収録されている。2013年にこの本はフランス語で『Lelivre de Leviathan』として出版され、2014年の第41回アングレーム国際漫画祭で「黙示録賞 (Prix Révélation)」を受賞した。ブレグヴァドによる他の漫画やイラストは、『The Ganzfeld』やベン・カッチャーの『Picture Story 2』に掲載されている。
また、イングランドのウォーリック大学では、ナショナル・アカデミー・フォー・ギフテッド・アンド・タレンテッド・ユース（NAGTY）や、ウォーリック大学の新しいベンチャー企業であるギフテッド・クリエイティブ・チルドレンのためのインターナショナル・ゲートウェイ・フォー・ギフテッド・ユース（IGGY）と共同で、2週間または3週間のライティング・コースを実施している。
2011年、アトラス出版（「The London Institute of 'Pataphysics'」として取引）から、ブレグヴァドの『The Bleaching Stream』が出版され、「インタビュー形式の伝記」と評された。
ブレグヴァドがBBCラジオ3に提供した作品には、週刊・詩のつづれ織り「The Verb」のための数多くの「eartoons」や、ランガム・リサーチ・センターやイエイン・チェンバースと共同で制作した数多くのラジオ・ドラマがある。その中には、ニック・ケイヴが出演した『guest+host=ghost』、2012年にラジオ・アカデミー賞を受賞した『Use It Or Lose It』、『Chinoiserie』、ハリエット・ウォルターとガイ・ポールが出演した『Eschatology』、『The Impossible Book』（2016年）などがある。
2015年にイエイン・チェンバースと共同でラジオ・オーストラリア向けに制作したドラマ『The Eternal Moment』は、ジョン・ラムとエマ・パウエルが出演し、2015年のヨーロッパ賞 (Prix Europa)の最終選考に残った。
クラウゼ、ムーア、ブレグヴァドは、2016年11月にスラップ・ハッピーを再結成し、ドイツのケルンで開催されたウィークエンド・フェスティバルでファウストと共演した。2つのグループは2017年2月10日・11日にロンドンのカフェ・オトでも一緒に演奏。2017年2月24日、ファウストなしのスラップ・ハッピーが東京の渋谷にあるマウントレーニアホールで演奏した。

## ディスコグラフィ

### リーダー・アルバム
- 『キュー・ローン』 - Kew. Rhone. (1977年、Virgin) ※with ジョン・グリーヴス、リサ・ハーマン
- The Naked Shakespeare (1983年、Virgin)
- Knights Like This (1985年、Virgin)
- 『ダウンタイム』 - Downtime (1988年、Recommended)
- 『キング・ストラット』 - King Strut & Other Stories (1990年、Silvertone)
- Unearthed (1995年、Sub Rosa) ※with ジョン・グリーヴス
- 『ジャスト・ウォーク・アップ』 - Just Woke Up (1995年、East Side Digital)
- 『ハングマンズ・ヒル』 - Hangman's Hill (1998年、Recommended)
- 『チョイセス・アンダー・プレッシャー』 - Choices Under Pressure (2001年、Voiceprint) ※コンピレーション
- 『オルフェウス』 - Orpheus – The Lowdown (2003年、Ape House) ※with アンディ・パートリッジ
- Gonwards (2012年、Ape House) ※with アンディ・パートリッジ
- 『ゴー・フィギュア』 - Go Figure (2017年、Recommended)
- The Peter Blegvad Bandbox (2018年、Recommended) ※6CDボックスセット

### スラップ・ハッピー
- 『ソート・オヴ』 - Sort Of (1972年、Polydor)
- 『カサブランカ・ムーン』 - Casablanca Moon (1974年、Virgin) ※初出タイトルは『Slapp Happy』。
- 『スラップハッピィ・オア・スラップハッピィ（アクナルバサック・ヌーン）』 - Acnalbasac Noom (1980年、Recommended)
- 『サ・ヴァ』 - Ça Va (1998年、V2)
- 『キャメラ』 - Camera (2000年、Blueprint) ※原版はダグマー・クラウゼ、アンソニー・ムーア、ピーター・ブレグヴァド名義
- 『Live in Japan - May, 2000』 - Live in Japan (2001年、F.M.N. Sound Factory)

### スラップ・ハッピー&ヘンリー・カウ
- 『悲しみのヨーロッパ』 - Desperate Straights (1975年、Virgin) ※スラップ・ハッピー／ヘンリー・カウ名義。
- 『傾向賛美』 - In Praise of Learning (1975年、Virgin) ※ヘンリー・カウ名義。旧邦題『イン・プレイズ・オヴ・ラーニング』。
- The 40th Anniversary Henry Cow Box Set (2009年、Recommended) ※9CD+DVDボックスセット
- The Henry Cow Box Redux: The Complete Henry Cow (2019年、Recommended) ※17CD+DVDボックスセット

### ザ・ロッジ
- 『スメル・オブ・ア・フレンド』 - Smell of a Friend (1987年、Antilles)

### 参加アルバム
- ナショナル・ヘルス : 『オブ・キューズ・アンド・キュアーズ』 - Of Queues and Cures (1978年、Charly Records) ※「Squarer For Maud」の朗読
- ジョン・ゾーン : 『ロクス・ソルス』 - Locus Solus (1983年、Rift Records)
- ゴールデン・パロミノス : 『ブラスト・オブ・サイレンス』 - Blast of Silence (Axed My Baby for a Nickel) (1986年、Celluloid)
- Dr. Huelsenbecks Mentale Heilmethode : Dada (1992年、Rough Trade)